# Flying Junior
De Flying Junior, internationaal: FJ, is een kleine open zeilboot. De FJ is speciaal ontworpen voor jeugdzeilen en is een kleinere variant op de Flying Dutchman. De FJ heeft een lengte van 4,03 m en een standaard zeiloppervlak van 9,60 m² (Spinnaker is een extra 8,00 m²). Het minimumgewicht voor wedstrijden is 75 kg. De afkorting FJ is ook het zeilteken van het scheepstype.
De eerste FJ, toen nog all purpose dinghy, is in 1955 gebouwd door Pim van den Brink in Stompwijk naar een ontwerp uit 1954 door Coen Gülcher, getekend door Uus van Essen. De eerste FJ was nog niet exclusief een zeilboot en had roeidollen. Met deze boot kon men ook roeien en wrikken. De zeilen van de FJ waren toen nog knalrood om de boten makkelijk terug te kunnen vinden op meren en plassen. Na deze eerste boten werd de FJ al snel een volledige zeilboot. In 1956 waren er dusdanig veel FJ’s gebouwd dat er wedstrijden voor georganiseerd werden op de Loosdrechtse plassen. Dit leidde in 1962 tot erkenning van de FJ als enkel ontwerp klasse voor het wedstrijdzeilen door de Koninklijk Nederlands Watersport Verbond (KNWV). Deze erkenning werd bevestigd in 1969 toen de International Yacht Race Union (tegenwoordig de International Sailing Federation (ISF)) de FJ internationale status gaf.
De Flying Junior dankt zijn bekendheid aan uitstekende zeileigenschappen, de bekendheid van de grotere Flying Dutchman en vooral ook aan het feit dat ze relatief goedkoop en duurzaam is. Met nieuwe aanpassingen aan het ontwerp van de boot zoals een dubbele romp, een trapeze en een doorlopende zeillat in het grootzeil, ontwikkelt de FJ zich nog steeds verder op het gebied van wedstrijdzeilen. Door de zelflozende dubbele bodem is de FJ ook zeer geschikt voor groot water, zoals het IJsselmeer.
Ondanks de naam is de Flying Junior populair in alle leeftijdsklassen. Nog steeds is er een grote instroom van jonge zeilers vanaf ongeveer 12 jaar. De klasse is echter ook populair bij oudere zeilers die soms na jaren afwezigheid weer naar hun oude vertrouwde klasse terugkeren en soms ook hun kinderen introduceren.
In 2010 zijn de open Europese kampioenschappen gezeild op het IJsselmeer bij Muiden. Aan deze kampioenschappen werd deelgenomen door Japanners, Amerikanen, Slowaken, Luxemburgers, Italianen, Duitsers, Belgen en natuurlijk ook Nederlanders. Europees kampioen werd Rolf de Jong, met zijn bemanning Esther Pothuis. 

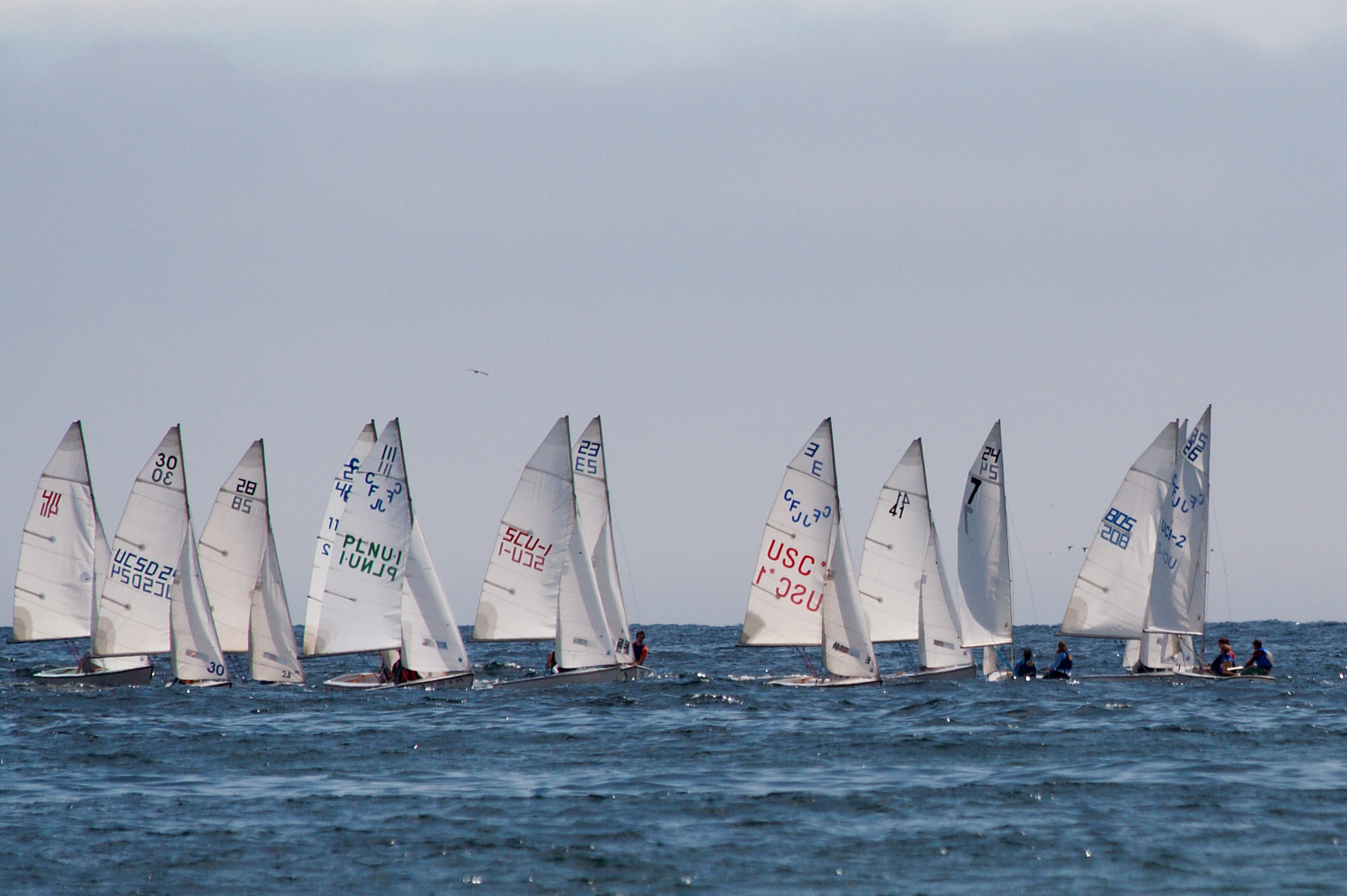
Club Flying Junior (CFJ)